# Hruškovica
 Hruškovica  falu Horvátországban Zágráb megyében. Közigazgatásilag Presekához tartozik.

## Fekvése
Zágrábtól 37 km-re északkeletre, községközpontjától 7 km-re északra a megye északkeleti részén fekszik.

## Története
Hruskovicát 1771-ben említi először az egyházi vizitáció. Lakói szabadok voltak, akik katonai szolgálataik fejében mentesek voltak az adófizetés alól. 1802-ben a falu egy része a Patacsich és Galjuf családok birtoka volt.
1857-ben 112, 1910-ben 193 lakosa volt. Trianonig Belovár-Kőrös vármegye Kőrösi járásához tartozott. 2001-ben 53 állandó lakosa volt.

## Lakosság
| Lakosság változása | Lakosság változása | Lakosság változása | Lakosság változása | Lakosság változása | Lakosság változása | Lakosság változása | Lakosság változása | Lakosság változása | Lakosság változása | Lakosság változása | Lakosság változása | Lakosság változása | Lakosság változása | Lakosság változása |
| ------------------ | ------------------ | ------------------ | ------------------ | ------------------ | ------------------ | ------------------ | ------------------ | ------------------ | ------------------ | ------------------ | ------------------ | ------------------ | ------------------ | ------------------ |
| 1857               | 1869               | 1880               | 1890               | 1900               | 1910               | 1921               | 1931               | 1948               | 1953               | 1961               | 1971               | 1981               | 1991               | 2001               |
| 112                | 102                | 119                | 145                | 173                | 193                | 164                | 165                | 143                | 132                | 111                | 96                 | 81                 | 56                 | 53                 |

## Külső hivatkozások
Vrbovec város hivatalos oldala